# Marble Madness
Marble Madness — видеоигра-головоломка от компании Atari Games, выпущенная в 1984 году для аркадных автоматов, и позже портированная на многие домашние компьютеры и игровые приставки.

## Игровой процесс

Игроку предоставляется управлять мраморным шариком, который скатывается вниз по наклонному полю. Дорога полна ям, ухабов и пропастей, которые нужно либо преодолевать «в лоб», либо искать обходные пути. На прохождение уровня отводится определённое время и безграничное количество жизней.
Также встречаются и враги, наподобие ползающих луж кислоты, засасывающих трубок и подобных игроку шариков. Но в основном сложности создают шевелящиеся участки поверхности.
Вид на игровое пространство представлен в изометрической проекции, но шариком можно двигать в любом направлении.
Играть можно как одному, так и вдвоём. При игре вдвоём нужно следить и за вторым участником, поскольку отставший за границу экрана считается потерявшим жизнь и приходится ждать, пока он восстановится.

## Оценки и критика
Марко Армент, сооснователь социальной сети Tumblr и создатель Instapaper назвал Marble Madness худшей игрой Genesis из всех, которые когда-либо у него были.